# 奥利弗·莫里斯
奥利弗·埃莱恩·莫里斯（英語：Olive Elaine Morris，1952年6月26日—1979年7月12日）是一名英国社會活动家，她參與了1970年代英国女权主义運動和黑人民族主义運動。 

## 生平
莫里斯出生在牙買加圣凯瑟琳，9歲時搬到英國倫敦。
1969年11月15日，尼日利亚外交官克莱门特·冈沃克（Clement Gomwalk）遭到警察毆打，克莱门特·冈沃克聲稱自己是外交官，但警察不相信，繼續毆打。莫里斯目睹了警察的暴行，怒不可遏，试图阻止警察殴打克莱门特·冈沃克，結果反遭到警察毆打和逮捕。     
此後莫里斯在1970年代初期，与林顿·奎西·约翰逊和克洛维斯·里德（Clovis Reid）一起加入了英国黑豹青年部。 1974年，莫里斯參與創立布里克斯顿黑人女性组织（Brixton Black Women's Group）。
1975年至1978年，莫里斯在曼彻斯特大学学习，並參加了曼彻斯特黑人妇女合作社和黑人妇女互助小组。    
1978年，莫里斯在西班牙旅行期间患病。回到英国后，她被诊断出患有非霍奇金淋巴瘤。1979年7月12日，莫里斯在兰贝斯的聖湯瑪斯醫院去世，尸體被埋葬在斯特雷瑟姆维尔公墓。